# Tim Densham
Tim Densham (* 31. März 1955 in Warwick) ist ein britischer Automobildesigner und ehemaliger Chefdesigner beim Renault F1 Team.

## Karriere
Densham studierte Maschinenbau an der Lancaster Polytechnic und arbeitete nach seinem BSc-Abschluss 1975 vier Jahre lang bei Rolls Royce Motors in Crewe.
Densham begann seine Motorsportkarriere beim Team Lotus und arbeitete zunächst in Ketteringham Hall unter Colin Chapman. Densham wurde bald zum Renningenieur befördert, wo er 1984 mit Elio de Angelis und im Jahr darauf mit Johnny Dumfries zusammenarbeitete. Als das Team 1986 mit Honda-Motoren ausgestattet wurde, arbeitete er mit Satoru Nakajima zusammen. Abseits der Rennstrecken arbeitete er zudem mit Ayrton Senna und Nelson Piquet zusammen und wurde schließlich stellvertretender Chefingenieur der Forschungs- und Entwicklungsabteilung des Team Lotus. Als dieses 1990 von finanziellen Problemen geplagt wurde, wechselte Densham zu Brabham.
Er arbeitete wieder als Konstrukteur und war 1990 Renningenieur für Stefano Modena und 1991 für Mark Blundell. Als Sergio Rinland das Team Ende 1991 verließ, wurde Densham zum Chefkonstrukteur des BT61-Projekts ernannt, aber das Team ging in Konkurs und wurde mitten in der Saison geschlossen, ohne dass das neue Auto gebaut wurde. Ende 1992 wechselte Densham als Konstrukteur zu Tyrrell. Schon bald war er wieder im Rennteam als Renningenieur für Andrea de Cesaris, Mark Blundell und Ukyo Katayama tätig, die er 1995 und 1996 betreute.
Anfang 1998 beschloss Densham, von seiner Rolle als Renningenieur zurückzutreten und wechselte in das Testteam. In der Mitte der Saison verließ er Tyrrell und begann bald darauf in einem geheimen Designzentrum in Leatherhead, Surrey, an einem Honda F1-Auto zu arbeiten, das von Dallara gebaut wurde und im Dezember mit Jos Verstappen am Steuer zum ersten Mal fuhr. Der Tod von Harvey Postlethwaite im Jahr 1999 führte dazu, dass Honda das Programm abbrach und Densham als Chefdesigner bei Benetton eingestellt wurde. Er leitete die Konstruktionsabteilung, die den Benetton-Playlife B200 entwarf, und blieb auch nach der Übernahme durch Renault Sport beim Team.
Bei Renault arbeitete Densham bereits an den Autos der Saison 2003 (R23) und 2005 an dem Weltmeisterauto R25. Mit dem von Densham entworfenen R26 verteidigte Renault 2006 die Weltmeistertitel der Fahrer und Konstrukteure erfolgreich.
2011 verabschiedete Densham sich in den Ruhestand.